# Unser Lied für ...
Unser Lied für... is de Duitse voorronde voor het Eurovisiesongfestival. Elk jaar heeft de wedstrijd de stad of land waar het songfestival werd gehouden in zijn naam. De eerste editie werd in 2016 gehouden. Tot 1992 werd Ein Lied für ... gebruikt als voorronde voor het Songfestival, sindsdien zijn zowel andere voorrondes als interne selectie gebruikt om te bepalen wie Duitsland mag vertegenwoordigen op het Songfestival.

## Edities
| Jaar | Naam Wedstrijd           | Liedje                | Artiest          |
| ---- | ------------------------ | --------------------- | ---------------- |
| 2016 | Unser Lied für Stockholm | Ghost                 | Jamie-Lee        |
| 2018 | Unser Lied für Lissabon  | You let me walk alone | Michael Schulte  |
| 2019 | Unser Lied für Israel    | Sister                | S!sters          |
| 2023 | Unser Lied für Liverpool | Blood & glitter       | Lord of the Lost |